# Саверос, Кристиан
Кристиан Саверос (норв. Kristian Sæverås; род. 22 июня 1996)  — норвежский гандболист, выступает за шведский клуб ГК Мальмё.

## Карьера

#### Клубная карьера
Кристиан Саверос выступал за клуб ГК Фолло, где сыграл в сезоне 2013/14 10 матчей. С сезона 2014/15 Кристиан Саверос выступает за Баккелаге Гандбол, в первом сезоне Саверос сыграл 24 матча. В сезоне 2015/16 Кристиан Саверос сыграл 16 матчей, и помог Баккелаге Гандбол занять 7-е место, а в плей-офф проиграл в 2 матчах Эльверуму.

#### Международная карьера
Кристиан Саверос выступал за сборную Норвегии на молодёжной летних Олимпийских играх 2014. Сборная Норвегия заняла на турнире третье место. Выступает за молодёжную сборную Норвегии, участвовал в молодёжном чемпионате Европы (до 20 лет) 2016. Выступает за сборную Норвегии: Сыграл 7 матчей, забил 1 гол

## Награды
Бронзовый призёр летних Олимпийских игр молодёжи: 2014

## Статистика
Статистика указана в регулярном чемпионате и Sluttspillvinner
| Сезон    | Клуб              | Лига               | Матчи | Голы   | Голы   | Голы  |
| Сезон    | Клуб              | Лига               | Матчи | С игры | 7-метр | Всего |
| -------- | ----------------- | ------------------ | ----- | ------ | ------ | ----- |
| 2016/17* | Бэккелаге Гандбол | GRUNDIGligaen menn | 24    | 9      | 0      | 9     |